# Leah Neale
Leah Neale (Ipswich, 1 de agosto de 1995) es una deportista australiana que compite en natación, especialista en el estilo libre.
Participó en dos Juegos Olímpicos de Verano, obteniendo dos medallas, plata en Río de Janeiro 2016 y bronce en Tokio 2020, ambas en la prueba de 4 × 200 m libre.
Ganó una medalla de plata en el Campeonato Mundial de Natación de 2022 y tres medallas en el Campeonato Mundial de Natación en Piscina Corta entre los años 2014 y 2024.

## Palmarés internacional
| Juegos Olímpicos                    | Juegos Olímpicos        | Juegos Olímpicos  | Juegos Olímpicos |
| Año                                 | Lugar                   | Medalla           | Prueba           |
| ----------------------------------- | ----------------------- | ----------------- | ---------------- |
| 2016                                | Río de Janeiro (Brasil) | Medalla de plata  | 4 × 200 m libre  |
| 2020                                | Tokio (Japón)           | Medalla de bronce | 4 × 200 m libre  |
| Campeonato Mundial                  |                         |                   |                  |
| Año                                 | Lugar                   | Medalla           | Prueba           |
| 2022                                | Budapest (Hungría)      | Medalla de plata  | 4 × 200 m libre  |
| Campeonato Mundial en Piscina Corta |                         |                   |                  |
| Año                                 | Lugar                   | Medalla           | Prueba           |
| 2014                                | Doha (Catar)            | Medalla de bronce | 4 × 200 m libre  |
| 2022                                | Melbourne (Australia)   | Medalla de oro    | 4 × 200 m libre  |
| 2024                                | Budapest (Hungría)      | Medalla de bronce | 4 × 200 m libre  |